# Oktiabr´skij (Kraj Permski)
Oktiabr´skij – osiedle typu miejskiego w Rosji, w Kraju Permskim. W 2010 roku liczyło 9845 mieszkańców.